# Australische Formel-4-Meisterschaft 2017
Die australische Formel-4-Meisterschaft 2017 (offiziell CAMS Jayco Australian Formula 4 Championship 2017) war die dritte Saison der australischen Formel-4-Meisterschaft. Es gab 21 Rennen, die Meisterschaft fand nur in Australien statt. Die Saison begann am 8. April in Springvale und endete am 22. Oktober in Gold Coast.

## Teams und Fahrer
Alle Teams und Fahrer verwendeten das Mygale-Chassis M14-F4, den aufgeladenen 1,6-Liter EcoBoost-Turbomotor von Ford und Reifen von Hankook.
| Bild                      | Team                      | Auto #          | Fahrer           | Status | Rennwochenende | Quelle |
| ------------------------- | ------------------------- | --------------- | ---------------- | ------ | -------------- | ------ |
|                           | AGI Sport                 | 04              | Sage Murdoch     | R      | 5–7            |        |
| 44                        | AGI Sport                 | 1–4             | Sage Murdoch     | R      |                |        |
| 21                        | AGI Sport                 | Harley Haber    | R                | 1–3, 6 |                |        |
| 76                        | AGI Sport                 | Zakkary Best    | R                | Alle   |                |        |
| 97                        | AGI Sport                 | Nick Rowe       |                  | Alle   |                |        |
| Zagame Motorsport Juniors | Zagame Motorsport Juniors | 05              | Ryan Suhle       | R      | Alle           |        |
| Zagame Motorsport Juniors | Zagame Motorsport Juniors | 07              | Tyler Everingham |        | Alle           |        |
| Zagame Motorsport Juniors | Zagame Motorsport Juniors | 96              | Luis Leeds       |        | 7              |        |
|                           | Team BRM                  | 11              | Zane Morse       | R      | Alle           |        |
| 27                        | Team BRM                  | Simon Fallon    |                  | Alle   |                |        |
| 30                        | Team BRM                  | Liam Lawson     | R                | Alle   |                |        |
| 73                        | Team BRM                  | Cameron Shields |                  | Alle   |                |        |
| 78                        | Team BRM                  | Aaron Love      | R                | Alle   |                |        |
| 91                        | Team BRM                  | Joshua Denton   |                  | 1–4    |                |        |
|                           | JRD Development           | 61              | Jordan Mazzaroli | R      | Alle           |        |

## Rennkalender
Es gab sieben Veranstaltungen auf sechs Strecken zu je drei Rennen. Die Rennen in Springvale und Gold Coast fanden im Rahmenprogramm der Shannons Nationals statt; die verbliebenen Rennwochenenden unterstützten die Supercar-Meisterschaft.
| Nr. | Datum       | Rennstrecke                                        | Sieger           | Zweiter          | Dritter          | Pole-Position   | Schnellste Rennrunde |
| --- | ----------- | -------------------------------------------------- | ---------------- | ---------------- | ---------------- | --------------- | -------------------- |
| 01. | 08. April   | Sandown International Motor Raceway (Springvale 1) | Nick Rowe        | Liam Lawson      | Ryan Suhle       | Nick Rowe       | Joshua Denton        |
| 02. | 08. April   | Sandown International Motor Raceway (Springvale 1) | Joshua Denton    | Liam Lawson      | Ryan Suhle       |                 | Liam Lawson          |
| 03. | 08. April   | Sandown International Motor Raceway (Springvale 1) | Liam Lawson      | Cameron Shields  | Ryan Suhle       | Liam Lawson     | Cameron Shields      |
| 04. | 09. April   | Sandown International Motor Raceway (Springvale 2) | Liam Lawson      | Cameron Shields  | Nick Rowe        | Ryan Suhle      | Nick Rowe            |
| 05. | 09. April   | Sandown International Motor Raceway (Springvale 2) | Nick Rowe        | Liam Lawson      | Cameron Shields  |                 | Nick Rowe            |
| 06. | 09. April   | Sandown International Motor Raceway (Springvale 2) | Nick Rowe        | Liam Lawson      | Aaron Love       | Ryan Suhle      | Nick Rowe            |
| 07. | 6. Mai      | Barbagallo Raceway (Pinjar)                        | Cameron Shields  | Tyler Everingham | Liam Lawson      | Nick Rowe       | Nick Rowe            |
| 08. | 7. Mai      | Barbagallo Raceway (Pinjar)                        | Liam Lawson      | Nick Rowe        | Joshua Denton    |                 | Joshua Denton        |
| 09. | 7. Mai      | Barbagallo Raceway (Pinjar)                        | Cameron Shields  | Nick Rowe        | Tyler Everingham | Nick Rowe       | Cameron Shields      |
| 10. | 27. Mai     | Phillip Island Circuit (Phillip Island)            | Ryan Suhle       | Cameron Shields  | Liam Lawson      | Ryan Suhle      | Cameron Shields      |
| 11. | 27. Mai     | Phillip Island Circuit (Phillip Island)            | Tyler Everingham | Zan Morse        | Nick Rowe        |                 | Nick Rowe            |
| 12. | 28. Mai     | Phillip Island Circuit (Phillip Island)            | Simon Fallon     | Ryan Suhle       | Cameron Shields  | Ryan Suhle      | Ryan Suhle           |
| 13. | 29. Juli    | Queensland Raceway (Ipswich)                       | Nick Rowe        | Cameron Shields  | Sage Murdoch     | Nick Rowe       | Nick Rowe            |
| 14. | 29. Juli    | Queensland Raceway (Ipswich)                       | Cameron Shields  | Ryan Suhle       | Nick Rowe        |                 | Nick Rowe            |
| 15. | 30. Juli    | Queensland Raceway (Ipswich)                       | Nick Rowe        | Ryan Suhle       | Tyler Everingham | Nick Rowe       | Cameron Shields      |
| 16. | 19. August  | Sydney Motorsport Park (Eastern Creek)             | Cameron Shields  | Nick Rowe        | Tyler Everingham | Cameron Shields | Nick Rowe            |
| 17. | 20. August  | Sydney Motorsport Park (Eastern Creek)             | Nick Rowe        | Cameron Shields  | Ryan Suhle       |                 | Nick Rowe            |
| 18. | 20. August  | Sydney Motorsport Park (Eastern Creek)             | Nick Rowe        | Cameron Shields  | Liam Lawson      | Cameron Shields | Cameron Shields      |
| 19. | 21. Oktober | Surfers Paradise Street Circuit (Gold Coast)       | Liam Lawson      | Simon Fallon     | Nick Rowe        | Nick Rowe       | Simon Fallon         |
| 20. | 21. Oktober | Surfers Paradise Street Circuit (Gold Coast)       | Nick Rowe        | Zane Morse       | Ryan Suhle       |                 | Nick Rowe            |
| 21. | 22. Oktober | Surfers Paradise Street Circuit (Gold Coast)       | Liam Lawson      | Nick Rowe        | Simon Fallon     | Nick Rowe       | Nick Rowe            |

## Wertung

### Punktesystem
Bei jedem Rennen bekamen die ersten zehn des Rennens 25, 18, 15, 12, 10, 8, 6, 4, 2 bzw. 1 Punkt(e). Es gab keine Punkte für die Pole-Position und die schnellste Rennrunde.
| Punkteverteilung | Punkteverteilung | Punkteverteilung | Punkteverteilung | Punkteverteilung | Punkteverteilung | Punkteverteilung | Punkteverteilung | Punkteverteilung | Punkteverteilung | Punkteverteilung | Punkteverteilung | Punkteverteilung |
| ---------------- | ---------------- | ---------------- | ---------------- | ---------------- | ---------------- | ---------------- | ---------------- | ---------------- | ---------------- | ---------------- | ---------------- | ---------------- |
| Platz            | 1                | 2                | 3                | 4                | 5                | 6                | 7                | 8                | 9                | 10               | PP               | SR               |
| Punkte           | 25               | 18               | 15               | 12               | 10               | 8                | 6                | 4                | 2                | 1                | –                | –                |

### Fahrerwertung

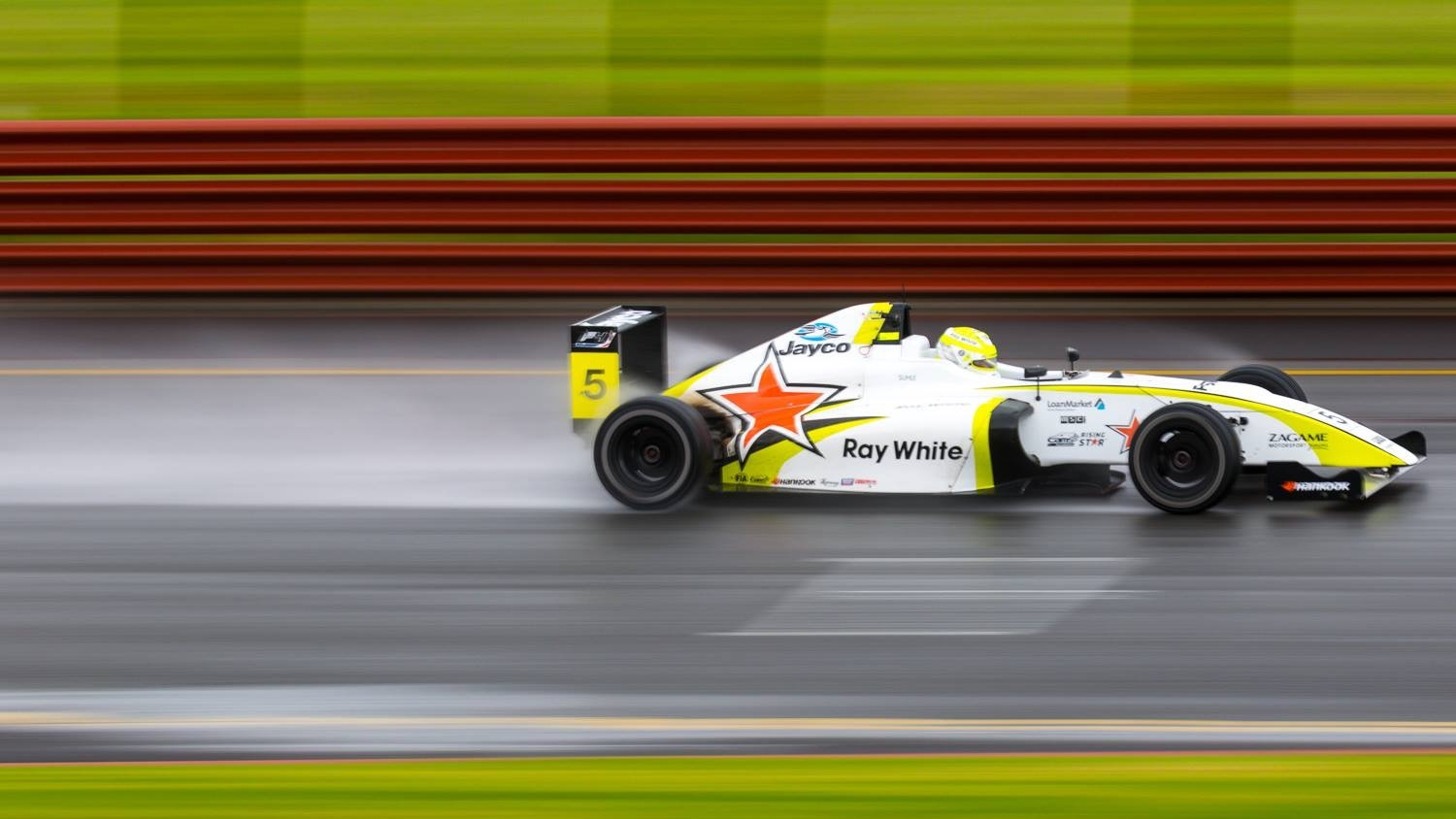
Ryan Suhle beim ersten Rennwochenende in Springvale

| Pos. | Fahrer        | SA1 | SA1 | SA1 | SA2 | SA2 | SA2 | BAR | BAR | BAR | PHI | PHI | PHI | QLD | QLD | QLD | SMP | SMP | SMP | SUR | SUR | SUR | Punkte |
| Pos. | Fahrer        | R1  | R2  | R3  | R1  | R2  | R3  | R1  | R2  | R3  | R1  | R2  | R3  | R1  | R2  | R3  | R1  | R2  | R3  | R1  | R2  | R3  | Punkte |
| ---- | ------------- | --- | --- | --- | --- | --- | --- | --- | --- | --- | --- | --- | --- | --- | --- | --- | --- | --- | --- | --- | --- | --- | ------ |
| 01   | N. Rowe       | 1   | 4   | 5   | 3   | 1   | 1   | 4   | 2   | 2   | 4   | 3   | DNF | 1   | 3   | 1   | 2   | 1   | 1   | 3   | 1   | 2   | 378    |
| 02   | L. Lawson     | 2   | 2   | 1   | 1   | 2   | 2   | 3   | 1   | 9   | 3   | 10  | 7   | 10  | 4   | 6   | 6   | 6   | 3   | 1   | 4   | 1   | 300    |
| 03   | C. Shields    | DNF | DNF | 2   | 2   | 3   | 5   | 1   | 5   | 1   | 2   | 8   | 3   | 2   | 1   | 7   | 1   | 2   | 2   | 11  | DNF | 6   | 276    |
| 04   | R. Suhle      | 3   | 3   | 3   | 9   | 7   | 4   | 8   | 6   | DNF | 1   | 12  | 2   | 4   | 2   | 2   | 5   | 3   | 5   | 5   | 3   | 9   | 230    |
| 05   | T. Everingham | 6   | 5   | 10  | DNF | 9   | 9   | 2   | 4   | 3   | 10  | 1   | 5   | 5   | 7   | 3   | 3   | 5   | 4   | 6   | 5   | 7   | 196    |
| 06   | S. Fallon     | 11  | 6   | 6   | DNF | DNF | 10  | 7   | 11  | 6   | 6   | 5   | 1   | 7   | 10  | 4   | DNF | DNF | 6   | 2   | DNF | 3   | 134    |
| 07   | Z. Morse      | DNF | 10  | 13  | 7   | 8   | 7   | 10  | 7   | 7   | 5   | 2   | 8   | 9   | 8   | 5   | DNF | 4   | 9   | 8   | 2   | 8   | 118    |
| 08   | J. Denton     | 4   | 1   | 4   | 8   | 11  | 8   | 5   | 3   | 4   | DNF | 11  | 4   |     |     |     |     |     |     |     |     |     | 106    |
| 09   | A. Love       | 7   | 8   | 8   | 6   | 10  | 3   | 9   | 9   | 5   | 7   | 6   | DNF | 8   | 9   | 8   | 9   | DNF | 10  | 4   | DNF | 5   | 101    |
| 10   | Z. Best       | 8   | DNF | 11  | 5   | 4   | DNF | 13  | 10  | 10  | 9   | 9   | 6   | 6   | 6   | 10  | 8   | 7   | 7   | 9   | 6   | 11  | 83     |
| 11   | J. Mazzaroli  | 5   | 7   | 7   | DNF | 5   | DNF | 6   | 8   | 11  | 8   | 7   | 9   | 11  | 11  | 9   | DNF | 8   | 8   | 10  | 7   | DNF | 73     |
| 12   | S. Murdoch    | 10  | DNF | 12  | 10  | DNF | 11  | 12  | 13  | 8   | DNF | 4   | DNF | 3   | 5   | DNF | 4   | DNF | 11  | DNF | 8   | 10  | 60     |
| 13   | H. Haber      | 9   | 9   | 9   | 4   | 6   | 6   | 11  | 12  | 12  |     |     |     |     |     |     | 7   | DNF | 12  |     |     |     | 40     |
| 14   | L. Leeds      |     |     |     |     |     |     |     |     |     |     |     |     |     |     |     |     |     |     | 7   | DNF | 4   | 18     |
| Pos. | Fahrer        | R1  | R2  | R3  | R1  | R2  | R3  | R1  | R2  | R3  | R1  | R2  | R3  | R1  | R2  | R3  | R1  | R2  | R3  | R1  | R2  | R3  | Punkte |
| Pos. | Fahrer        | SA1 | SA1 | SA1 | SA2 | SA2 | SA2 | BAR | BAR | BAR | PHI | PHI | PHI | QLD | QLD | QLD | SMP | SMP | SMP | SUR | SUR | SUR | Punkte |

| Legende       | Legende                        | Legende                                                              |
| Farbe         | Abkürzung                      | Bedeutung                                                            |
| ------------- | ------------------------------ | -------------------------------------------------------------------- |
| Gold          | –                              | Sieg                                                                 |
| Silber        | –                              | 2. Platz                                                             |
| Bronze        | –                              | 3. Platz                                                             |
| Grün          | –                              | 4. bis 10. Platz                                                     |
| Hellblau      | –                              | 10. Platz aufwärts (punktberechtigt)                                 |
| Blau          | –                              | Klassifiziert außerhalb der Punkteränge                              |
| Dunkelblau    | –                              | Klassifiziert innerhalb der Punkteränge aber keine Punktberechtigung |
| Violett       | DNF                            | Rennen nicht beendet (did not finish)                                |
| Violett       | NC                             | nicht klassifiziert (not classified)                                 |
| Rot           | DNQ                            | nicht qualifiziert (did not qualify)                                 |
| Rot           | DNPQ                           | in Vorqualifikation gescheitert (did not pre-qualify)                |
| Schwarz       | DSQ                            | disqualifiziert (disqualified)                                       |
| Weiß          | DNS                            | nicht am Start (did not start)                                       |
| Weiß          | WD                             | zurückgezogen (withdrawn)                                            |
| ohne          | PO                             | nur am Training teilgenommen (practiced only)                        |
| ohne          | DNP                            | nicht am Training teilgenommen (did not practice)                    |
| ohne          | INJ                            | verletzt oder krank (injured)                                        |
| ohne          | EX                             | ausgeschlossen (excluded)                                            |
| ohne          | DNA                            | nicht erschienen (did not arrive)                                    |
| ohne          | C                              | Rennen abgesagt (cancelled)                                          |
| ohne          | keine Teilnahme                |                                                                      |
| sonstige      | P/fett                         | Pole-Position                                                        |
| sonstige      | SR/kursiv                      | Schnellste Rennrunde                                                 |
| sonstige      | Q                              | Extrapunkte für Pole-Position                                        |
| sonstige      | X                              | Extrapunkte für gewonnene Positionen                                 |
| sonstige      | *                              | nicht im Ziel, aufgrund der zurückgelegten Distanz aber gewertet     |
| sonstige      | ()                             | Streichresultate                                                     |
| unterstrichen | Führender in der Gesamtwertung |                                                                      |

### Teamwertung
| Pos. | Team                      | Nr.   | SA1 | SA1 | SA1 | SA2 | SA2 | SA2 | BAR | BAR | BAR | PHI | PHI | PHI | QLD | QLD | QLD | SMP | SMP | SMP | SUR | SUR | SUR | Punkte |
| Pos. | Team                      | Nr.   | R1  | R2  | R3  | R1  | R2  | R3  | R1  | R2  | R3  | R1  | R2  | R3  | R1  | R2  | R3  | R1  | R2  | R3  | R1  | R2  | R3  | Punkte |
| ---- | ------------------------- | ----- | --- | --- | --- | --- | --- | --- | --- | --- | --- | --- | --- | --- | --- | --- | --- | --- | --- | --- | --- | --- | --- | ------ |
| 01   | Team BRM                  | 30    | 2   | 2   | 1   | 1   | 2   | 2   | 3   | 1   | 9   | 3   | 10  | 7   | 10  | 4   | 6   | 6   | 6   | 3   | 1   | 4   | 1   | 1035   |
| 01   | Team BRM                  | 73    | DNF | DNF | 2   | 2   | 3   | 5   | 1   | 5   | 1   | 2   | 8   | 3   | 2   | 1   | 7   | 1   | 2   | 2   | 11  | DNF | 6   | 1035   |
| 01   | Team BRM                  | 27    | 11  | 6   | 6   | DNF | DNF | 10  | 7   | 11  | 6   | 6   | 5   | 1   | 7   | 10  | 4   | DNF | DNF | 6   | 2   | DNF | 3   | 1035   |
| 01   | Team BRM                  | 11    | DNF | 10  | 13  | 7   | 8   | 7   | 10  | 7   | 7   | 5   | 2   | 8   | 9   | 8   | 5   | DNF | 4   | 9   | 8   | 2   | 8   | 1035   |
| 01   | Team BRM                  | 91    | 4   | 1   | 4   | 8   | 11  | 8   | 5   | 3   | 4   | DNF | 11  | 4   |     |     |     |     |     |     |     |     |     | 1035   |
| 01   | Team BRM                  | 78    | 7   | 8   | 8   | 6   | 10  | 3   | 9   | 9   | 5   | 7   | 6   | DNF | 8   | 9   | 8   | 9   | DNF | 10  | 4   | DNF | 5   | 1035   |
| 02   | AGI Sport                 | 97    | 1   | 4   | 5   | 3   | 1   | 1   | 4   | 2   | 2   | 4   | 3   | DNF | 1   | 3   | 1   | 2   | 1   | 1   | 3   | 1   | 2   | 561    |
| 02   | AGI Sport                 | 76    | 8   | DNF | 11  | 5   | 4   | DNF | 13  | 10  | 10  | 9   | 9   | 6   | 6   | 6   | 10  | 8   | 7   | 7   | 9   | 6   | 11  | 561    |
| 02   | AGI Sport                 | 04/44 | 10  | DNF | 12  | 10  | DNF | 11  | 12  | 13  | 8   | DNF | 4   | DNF | 3   | 5   | DNF | 4   | DNF | 11  | DNF | 8   | 10  | 561    |
| 02   | AGI Sport                 | 21    | 9   | 9   | 9   | 4   | 6   | 6   | 11  | 12  | 12  |     |     |     |     |     |     | 7   | DNF | 12  |     |     |     | 561    |
| 03   | Zagame Motorsport Juniors | 05    | 3   | 3   | 3   | 9   | 7   | 4   | 8   | 6   | DNF | 1   | 12  | 2   | 4   | 2   | 2   | 5   | 3   | 5   | 5   | 3   | 9   | 444    |
| 03   | Zagame Motorsport Juniors | 07    | 6   | 5   | 10  | DNF | 9   | 9   | 2   | 4   | 3   | 10  | 1   | 5   | 5   | 7   | 3   | 3   | 5   | 4   | 6   | 5   | 7   | 444    |
| 03   | Zagame Motorsport Juniors | 96    |     |     |     |     |     |     |     |     |     |     |     |     |     |     |     |     |     |     | 7   | DNF | 4   | 444    |
| 04   | JRD Development           | 61    | 5   | 7   | 7   | DNF | 5   | DNF | 6   | 8   | 11  | 8   | 7   | 9   | 11  | 11  | 9   | DNF | 8   | 8   | 10  | 7   | DNF | 73     |
| Pos. | Team                      | Nr.   | R1  | R2  | R3  | R1  | R2  | R3  | R1  | R2  | R3  | R1  | R2  | R3  | R1  | R2  | R3  | R1  | R2  | R3  | R1  | R2  | R3  | Punkte |
| Pos. | Team                      | Nr.   | SA1 | SA1 | SA1 | SA2 | SA2 | SA2 | BAR | BAR | BAR | PHI | PHI | PHI | QLD | QLD | QLD | SMP | SMP | SMP | SUR | SUR | SUR | Punkte |

| Legende       | Legende                        | Legende                                                              |
| Farbe         | Abkürzung                      | Bedeutung                                                            |
| ------------- | ------------------------------ | -------------------------------------------------------------------- |
| Gold          | –                              | Sieg                                                                 |
| Silber        | –                              | 2. Platz                                                             |
| Bronze        | –                              | 3. Platz                                                             |
| Grün          | –                              | 4. bis 10. Platz                                                     |
| Hellblau      | –                              | 10. Platz aufwärts (punktberechtigt)                                 |
| Blau          | –                              | Klassifiziert außerhalb der Punkteränge                              |
| Dunkelblau    | –                              | Klassifiziert innerhalb der Punkteränge aber keine Punktberechtigung |
| Violett       | DNF                            | Rennen nicht beendet (did not finish)                                |
| Violett       | NC                             | nicht klassifiziert (not classified)                                 |
| Rot           | DNQ                            | nicht qualifiziert (did not qualify)                                 |
| Rot           | DNPQ                           | in Vorqualifikation gescheitert (did not pre-qualify)                |
| Schwarz       | DSQ                            | disqualifiziert (disqualified)                                       |
| Weiß          | DNS                            | nicht am Start (did not start)                                       |
| Weiß          | WD                             | zurückgezogen (withdrawn)                                            |
| ohne          | PO                             | nur am Training teilgenommen (practiced only)                        |
| ohne          | DNP                            | nicht am Training teilgenommen (did not practice)                    |
| ohne          | INJ                            | verletzt oder krank (injured)                                        |
| ohne          | EX                             | ausgeschlossen (excluded)                                            |
| ohne          | DNA                            | nicht erschienen (did not arrive)                                    |
| ohne          | C                              | Rennen abgesagt (cancelled)                                          |
| ohne          | keine Teilnahme                |                                                                      |
| sonstige      | P/fett                         | Pole-Position                                                        |
| sonstige      | SR/kursiv                      | Schnellste Rennrunde                                                 |
| sonstige      | Q                              | Extrapunkte für Pole-Position                                        |
| sonstige      | X                              | Extrapunkte für gewonnene Positionen                                 |
| sonstige      | *                              | nicht im Ziel, aufgrund der zurückgelegten Distanz aber gewertet     |
| sonstige      | ()                             | Streichresultate                                                     |
| unterstrichen | Führender in der Gesamtwertung |                                                                      |